# Anton Medved (1869–1910)
Anton Medved, slovenski pesnik, dramatik in duhovnik; * 19. maj 1869, Kamnik, † 12. marec 1910, Turjak.

## Življenje
Življenje Antona Medveda, ki se je rodil »meščanu« in sodarskemu mojstru Alojziju iz Kamnika, ter materi Barbari (rojena Grčar), je bil tragičen nesporazum. Kot kaplana ga je cerkvena oblast premeščala iz kraja v kraj, umrl je na Turjaku po dolgoletnem bolehanju in telesni izčrpanosti.

## Literarno delo
Medved je bil plodovit pesnik in dramatik. Sprva se je posvečal epskemu pesništvu, v katerem si je prizadeval izraziti svoje razdvojeno življenje. Pozneje pa je pisal trpko pesemistično liriko. Medvedove izbrane pesmi so izšle v dveh zvezkih: Poezije I leta 1905 in Poezije II (1909).
V ugodnih razmerah bi se Anton Medved lahko razvil v dobrega dramatika. V verzih je pisal predvsem zgodovinske motive : romantična tragedija Viljem Ostrovrhar (1894) in Na odru življenja (1902), ter dvodelna klasicistična tragedija Kacijanar (1895), ki jo je leta 1910 predelal v eno dramo. V prozi je napisal tragedijo iz kmečkega upora Za pravdo in srce (1896). Pisal je tudi igre in komedije iz sodobnega življenja. Med ljudskimi igrami je najboljša Stari in mladi. Ostala Medvedova dela : Na ogledih (1903), Posestrimi (1905) in Črnošolec (1909).